# 田尻鑑種
田尻鑑種（日语： Tajiri okitane，生年不詳—卒年不詳）是日本戰國時代至安土桃山時代的武將。筑後國鷹尾城城主。
田尻氏是筑後的國人，筑後十五城之一。

## 生平
生年不詳。最初仕於豐後國的大友氏，被大友義鑑賜予偏諱等，受到重用，不過直到義鑑的兒子義鎮（宗麟）一代，以天正6年（1578年）的耳川之戰為契機，離開大友氏，翌年（1579年），臣從於肥前國的龍造寺隆信，之後在進攻三池鎮實和肥後筒岳城等戰事中立下武功，而且在天正9年（1581年），協助隆信進攻鑑種的親戚蒲池氏的柳川城，誅滅蒲池鎮漣一族。
天正10年（1582年）8月，在龍造寺政家和鍋島信生前往瀨高上之庄觀看鵜飼時，流傳著鑑種和蒲池家恆打算以此為口實來殺死二人的消息。對此，家恆盡力辯解，而鑑種則沒有向隆信、政家、信生等人送出起請文（起誓效忠的文書），並在同年10月謀反，此時在周圍放火，並堅守在居城鷹尾城，把親戚配置在江之浦城、濱田城、津留城、堀切城，令他們同樣堅守城池。同年12月，向大友氏和薩摩國的島津義久的請求援軍，大友氏因為趕不及準備而沒有派軍，而義久則作出反應，翌年（1583年）1月，派出帖佐宗光、田尻但馬等3百餘人前往鷹尾城。
因為城池堅固，龍造寺軍沒能攻下城池。同年7月，因為秋月種實的仲裁，兩家開始和談，不過因為雙方提出的條件不合而失敗。龍造寺軍再度攻城，不過仍然沒能攻下，此時鍋島信生命令江之浦城城主田尻了哲的知己百武賢兼向了哲和談，最後成功，更以了哲向鑑種提出和睦要求，鑑種答應。12月，田尻一族向龍造寺政家發出起請文，並交出鷹尾城和移住至佐嘉郡，另一方面，以新地2百町為條件，於是和談成功，以後復歸為龍造寺家臣（『北肥戰誌』）。
不過根據島津氏的史料『本藩人物誌』記載，在和談成立後，帶領1百餘人前往與隆信會面，在前進時被龍造寺方的伏兵殺死。而兒子喜平次亦被追殺，不過因為隆信的母親慶誾尼的助言而成為僧人，後來還俗並仕於大友氏，改名為統種，後來出奔成為浪人，最後仕於島津義弘。